# Reform (Band)
Reform war eine deutsch singende Magdeburger Rockband, die von 1975 bis 1986 existierte. Die DDR-Plattenfirma Amiga brachte drei LPs der Band heraus. Der Bandname ist eine Reverenz an den Magdeburger Stadtteil Reform und sollte das Bemühen der Band um „neue Töne“ in der Rockmusik symbolisieren.

## Geschichte
1975 gründete der Gitarrist Jörg Matze Blankenburg, der von der Gruppe Klosterbrüder kam, mit Mike Demnitz (Bass), Peter Piele (Schlagzeug), Werner Kunze (Gitarre, Keyboard) und Frank Schönfeld (Gesang, Querflöte, Altsaxophon) die Band Reform. Nach zwei Jahren stieß der Sänger Stephan Trepte dazu. Er kam von der Gruppe Lift und wurde neuer Frontmann der Band. Mike Demnitz wurde in der Folgezeit zwei Jahre lang durch Jörg Dobbersch ersetzt, ehe er wieder zu Reform stieß. Die meisten Liedtexte schrieb Ingeburg Branoner. Der erste im Rundfunk produzierte Reform-Titel Nebel erreichte auf Anhieb Platz 1 der Wertungssendung „Beatkiste“ auf „Stimme der DDR“. Die erste LP, genannt Reform, erschien 1979. Kurze Zeit später kamen Peter Beppo Förster als neuer Schlagzeuger und Günter Grete Fischer als neuer Gitarrist in die Band. 1981 wurde der Violinist Hans Wintoch Mitglied von Reform. 1982, nachdem die LP Der Löwenzahn erschienen war, übernahm Marcus Schloussen den Bass, Thomas Kolbe die Keyboards und Christian Jähnig das Schlagzeug. 1984 verließ Wintoch die Band; seitdem tritt er als Hans die Geige auf. 1985 erschien die dritte und letzte LP, Uhren ohne Zeiger, und Bandgründer Jörg Blankenburg verließ Reform wegen Gehörproblemen. 1986 stießen Michael Lehrmann als neuer Gitarrist und Reinhard Repke als Bassist zur Band. Reform löste sich aber kurze Zeit später auf.

## Stil
Reform machte Rockmusik, deren Gitarrenstilistik sich an Wishbone Ash und deren orchestrale Musizierweise sich an Genesis und Gentle Giant anlehnte. Teilweise lassen sich die Stücke zum Artrock rechnen, teilweise handelt es sich eher um anspruchsvoll arrangierte Popmusik. In einigen Stücken dominiert der Witz (zum Beispiel in Dicke Bohnen, wo eine potenzielle Partnerin die Vorliebe des Sängers für dicke Bohnen teilen muss), manchmal wird der Zeigefinger deutlich erhoben (Der Tod und das Mädchen).

## Diskografie

### Alben
- 1979: Reform (Amiga, LP und MC, 1993 auch als CD)
- 1982: Der Löwenzahn (Amiga, LP und MC)
- 1985: Uhren ohne Zeiger (Amiga, LP und MC)
- 2002: Best Of (CD)
- 2004: Reform – Live 2002 in Magdeburg (CD)
- 2007: Die größten Hits (Amiga, 3 CDs, zusammen mit weiteren Interpreten)
- 2021: Reform. Die Anthologie. Songs 1975-1986 (SECHZEHNZEHN Musikproduktion, 2 CDs)

### Singles
- 1978: Ich suche Dich / Mein Freund (Amiga)
- 1981: Der Löwenzahn / Schöner Traum (Amiga)
- 1983: I Search for You (Ich suche Dich) / Happyness (Atemlos) (Balkanton)